# Cascina Monastero
La Cascina Monastero (El Monàstee in dialetto milanese) è una cascina di Baggio a Milano, sede del Municipio 7 e della Polizia locale.

## Storia
Originariamente adibita a Cenobio, fu costruita da Balzarino Pusterla, affine dei Visconti, nel XV secolo grazie alla vicinanza con il Castello di Cusago, e poi ceduta agli Olivetani che vi costruirono tre corti chiuse, di cui una agricola.
Il convento operò fino al 1776, e fu definitivamente chiuso nel 1799.
La proprietà del monastero fu ceduta interamente al privato Fermo Nava, che già era proprietario di parte del terreno dal 1790.
Nel corso dei secoli accrebbe la sua importanza anche economica tant'è che fu gradualmente circondato da diverse cascine abitate da agricoltori fino ad diventare una vera e propria grangia negli anni 1950-1955, anni in cui arrivò ad ospitare un centinaio di persone. Si arrivò pertanto a un complesso edilizio costituito dalle già citate tre corti. Ad esse era affiancata una piccola chiesa, che si trovava all'esterno della struttura. La Cascina Monastero era contornata da una vasto giardino ed era completata da una ghiacciaia e da una filanda, dove veniva lavorata la seta prodotta dalle locali piantagioni di gelsi per baco da seta.
L'edificio fu acquistato dal comune di Milano nel 1960.
Caduta in rovina, venne recuperata come sede della Zona 18 nel 1964, periodo nel quale venne anche costruito l'attiguo Parco di Baggio, e sottoposta a tal fine a ulteriore restauro tra il 2003 e il 2005. Dall'antico monastero, sono giunte sino a noi alcune facciate in cotto abbellite da finestre di pregevole fattura avente lo stile dell'architettura lombarda rurale del XV secolo, oltre che alcuni loggiati a piani sovrapposti e i resti di un chiostro. Alcuni interni sono caratterizzati da soffitti a volta o a cassettoni.